# Kinixys zombensis
Kinixys zombensis là một loài rùa trong họ Testudinidae. Loài này được Hewitt mô tả khoa học đầu tiên năm 1931.